# Pernagera officeri
Pernagera officeri är en snäckart som först beskrevs av Legrand 1871.  Pernagera officeri ingår i släktet Pernagera och familjen Charopidae. Inga underarter finns listade i Catalogue of Life.